# Buzurgumid
Kija Buzurgummid, (inne warianty pisowni: Buzurg-umid, Buzurg-ummid, pers. Bozorg Ommid) (ur. ?, zm. 9 lutego 1138 w Alamucie) - drugi po Hasanie ibn Sabbahu przywódca polityczny i religijny sekty nizaryjskich isma'ilitów, zwanych także Asasynami.
Wywodził się najprawdopodobniej z lokalnego rodu wielmożów z okolic Rudbaru w północnej Persji. W 1096 lub 1102 roku zdobył dla Asasynów fortecę Lamasar, a następnie przez wiele lat był jej dowódcą. Lamasar był prawdopodobnie największym i jednym z kluczowych zamków w posiadaniu sekty, strzegącym ich quasi-państewka w górach Elburs. Forteca ta została w trakcie zarządu Buzurgumida znacząco umocniona, zbudowano tam również nowatorski system zaopatrywania w wodę.
W 1124 roku przywódca i założyciel Asasynów, Hasan ibn Sabbah, na łożu śmierci mianował Buzurgumida swoim następcą. Pełnił on tę rolę przez 14 lat, do swojej śmierci w 1138 roku. Charakter jego panowania był zgoła inny niż Hasana, przykładał on bowiem mniejszą wagę do szerzenia nauk sekty, a skupiał się bardziej na zarządzaniu niewielkim dominium Asasynów w okolicach Alamutu. Można podnieść, że w odróżnieniu od swojego poprzednika, bardziej niż przywódcą religijnym i rewolucjonistą, był Buzurgumid klasycznym władca terytorialnym. Nie oznacza to, że za jego rządów Asasyni całkowicie porzucili swoją walkę przeciw imperium seldżuckiemu - lista dokonywanych przez nich politycznych mordów wciąż rosła. To za jego panowania, 29 sierpnia 1135 roku, nizaryci zamordowali kalifa Al-Mustarszida.
Wykorzystując śmierć Hasana, w 1126 roku seldżucki sułtan Ahmad Sandżar zorganizował wyprawę przeciw nizaryjskiemu dominium. Jej kompletna klęska skłoniła go do zawarcia z Buzurgumidem paktu, który zakończył trwający od przejęcia Alamutu w 1090 roku stan permanentnego konfliktu między Państwem Seldżuckim a nizarytami. Nie oznacza to, że konflikt ten, mające głębokie podłoże narodowościowe, społeczne i religijne, całkowicie wygasł, jednak nigdy nie osiągnął już takich rozmiarów, jak za życia Hasana. Możliwe jest, że Buzurgumid, bardziej władca terytorialny niż rewolucjonista, był lepszym niż Hasan partnerem politycznym dla sułtana i dlatego pakt z 1126 roku był możliwy.
Trzy dni przed śmiercią, Buzurgumid mianował swoim następcą swojego syna Mohammeda, tym samym zmieniając charakter nizaryckiego władztwa na feudalną, dziedziczną monarchię.